# 広島女学院中学校・高等学校
広島女学院中学校・高等学校（ひろしまじょがくいんちゅうがっこう・こうとうがっこう）は、広島県広島市中区上幟町に所在し、中高一貫教育を提供する私立女子中学校・高等学校。
上部学校に広島女学院大学がある。

## 解説
1886年に砂本貞吉が開設し、アメリカから来日した宣教師のN・B・ゲーンスによって教育の基盤が整備された。国際交流や平和活動に力を注いでいる。2006年には、長年にわたる平和活動が評価され学校法人としては初の谷本清平和賞を受賞した。
2010年には、中学校舎と繋がっていた旧高校校舎は取り壊され、運動場側に新高校校舎が建設された。

## 象徴

### 校句
「CUM DEO LABORAMUS（我らは神と共に働く者なり）」（新約聖書、コリントの信徒への手紙一 3章9節）

### 校章
校章の盾型は新約聖書の聖句「信仰の盾」（エフェソの信徒への手紙6章16節）を象徴している。1932年に校名を「広島女学院」と改称するとともに、現在の校章に改められた。

### 校歌
作詞は加藤史子、作曲は津川主一。歌詞は1942年4月に生徒から提出された案から、在校生だった加藤（旧姓:近藤）史子のものが選ばれた。

### 校花
アヤメ。校章にもデザインされている。

### 制服
制服は自身も卒業生でデザイナーの藤川浩子がデザインした。リボンは中学生は華やかなルビーレッド、高校生はジルコニアブルーで知的な印象になっている。

## 沿革
- 1886年 - 「広島女学会」として広島市西大工町（現・中区榎町）で創立。
- 1887年 - 「私立広島英和女学校」として広島初の女学校を開設。
- 1890年 - 広島市中区上幟町（現在地）に移転。
- 1896年 - 「私立広島女学校」と改称。
- 1932年 - 「広島女学院」と改称。
- 1943年 - 中等学校令準拠の教育機関となる[5]。
- 1945年 - 原子爆弾投下により生徒・教職員に多数の犠牲者。校舎焼失。
- 1947年 - 新制中学校発足。原爆により倒壊した校舎を再建。
- 1948年 - 新制高等学校発足。
- 1951年 - 学校法人広島女学院が発足。
- 1986年 - 創立100周年記念式典挙行。
- 1988年 - 歴史資料館竣工。
- 2006年 - 創立120周年感謝記念式挙行。
- 2014年 - 文部科学省からスーパーグローバルハイスクールに指定される。

## 著名な出身者
- 長谷川泰子 - 女優
- 田中路子 - 女優、声楽家
- 杉村春子 - 女優
- 平安寿子 - 作家
- 長尾ひろみ - 広島女学院大学学長
- 青山祐子 - 元NHKアナウンサー
- 田坂るり - 元広島テレビアナウンサー
- 中元綾子 - 元広島ホームテレビアナウンサー
- 戸田麻衣子 - 元女優
- 上田愛美 - 元チェキッ娘
- セツコ・サーロー - 反核・反戦運動家
- 新保友映 - フリーアナウンサー
- 松井梨絵子 - 元秋田放送アナウンサー
- 杉浦圭子 - NHKアナウンサー
- 大国和江 - 弁護士
- 加良まゆみ - 声優
- 黒瀬ゆうこ - 声優
- 松来未祐 - 声優
- 内藤礼 - 現代美術家
- 坂本祐祈 - フリーアナウンサー
- 部谷京子 - 映画美術監督
- 新久千映 - 漫画家
- 瀬央ゆりあ - 宝塚歌劇団雪組男役
- 田村麻美 - 参議院議員
- 岸田裕子 - 岸田文雄夫人
- 大小田結貴 - 天文学者

## 関連校
- 広島女学院大学
- 広島女学院ゲーンズ幼稚園

## 最寄駅
- 広島電鉄白島線：女学院前停留場